# Liste der Biografien/Ricc
Liste der Biografien |
Portal Biografien |
Personensuche
# |
A |
B |
C |
D |
E |
F |
G |
H |
I |
J |
K |
L |
M |
N |
O |
P |
Q |
R |
S |
T |
U |
V |
W |
X |
Y |
Z |
?
 
Ra |
Rb |
Rd |
Re |
Rh |
Ri |
Rj |
Rk |
Rl |
Rm |
Rn |
Ro |
Rr |
Rs |
Rt |
Ru |
Rv |
Rw |
Rx |
Ry |
Rz
 
Ria |
Rib |
Ric |
Rid |
Rie |
Rif |
Rig |
Rih |
Rii |
Rij |
Rik |
Ril |
Rim |
Rin |
Rio |
Rip |
Riq |
Rir |
Ris |
Rit |
Riu |
Riv |
Riw |
Rix |
Riy |
Riz
 
Rica |
Ricb |
Ricc |
Rice |
Rich |
Rici |
Rick |
Ricl |
Rico |
Ricq |
Rics |
Rict |
Ricu |
Ricz
Die Liste der Biografien führt alle Personen auf, die in der deutschsprachigen Wikipedia einen Artikel haben. Dieses ist eine Teilliste mit 143 Einträgen von Personen, deren Namen mit den Buchstaben „Ricc“ beginnt.

## Ricc

### Ricca
- Ricca, Battista Mario Salvatore (* 1956), italienischer Diplomat des Heiligen Stuhls
- Ricca, Federico (* 1994), uruguayischer Fußballspieler
- Ricca, Giorgio (* 1995), italienischer Tennisspieler
- Ricca, Giovanni Battista (1691–1757), schweizerisch-österreichischer kaiserlicher Hof–Architekt in Wien
- Ricca, Paul (1897–1972), italo-amerikanischer Mobster und Oberhaupt des Chicago Outfits
- Riccabona, Albert von (1907–1980), österreichischer Mediziner und Hochschullehrer
- Riccabona, Christof (* 1937), österreichischer Architekt und Autor
- Riccabona, Gottfried (1879–1964), österreichischer Rechtsanwalt
- Riccabona, Karl Joseph von (1761–1839), katholischer Bischof von Passau
- Riccabona, Max (1915–1997), österreichischer Autor
- Riccabona, Scholastika von (1884–1963), österreichisch-deutsche Benediktinerin und Äbtissin
- Riccabona, Thomas (* 1951), österreichischer Filmarchitekt und Szenenbildner
- Riccardi, Andrea (* 1950), italienischer Theologe und Begründer der Gemeinschaft Sant'EgidioAndrea Riccardi (* 1950)

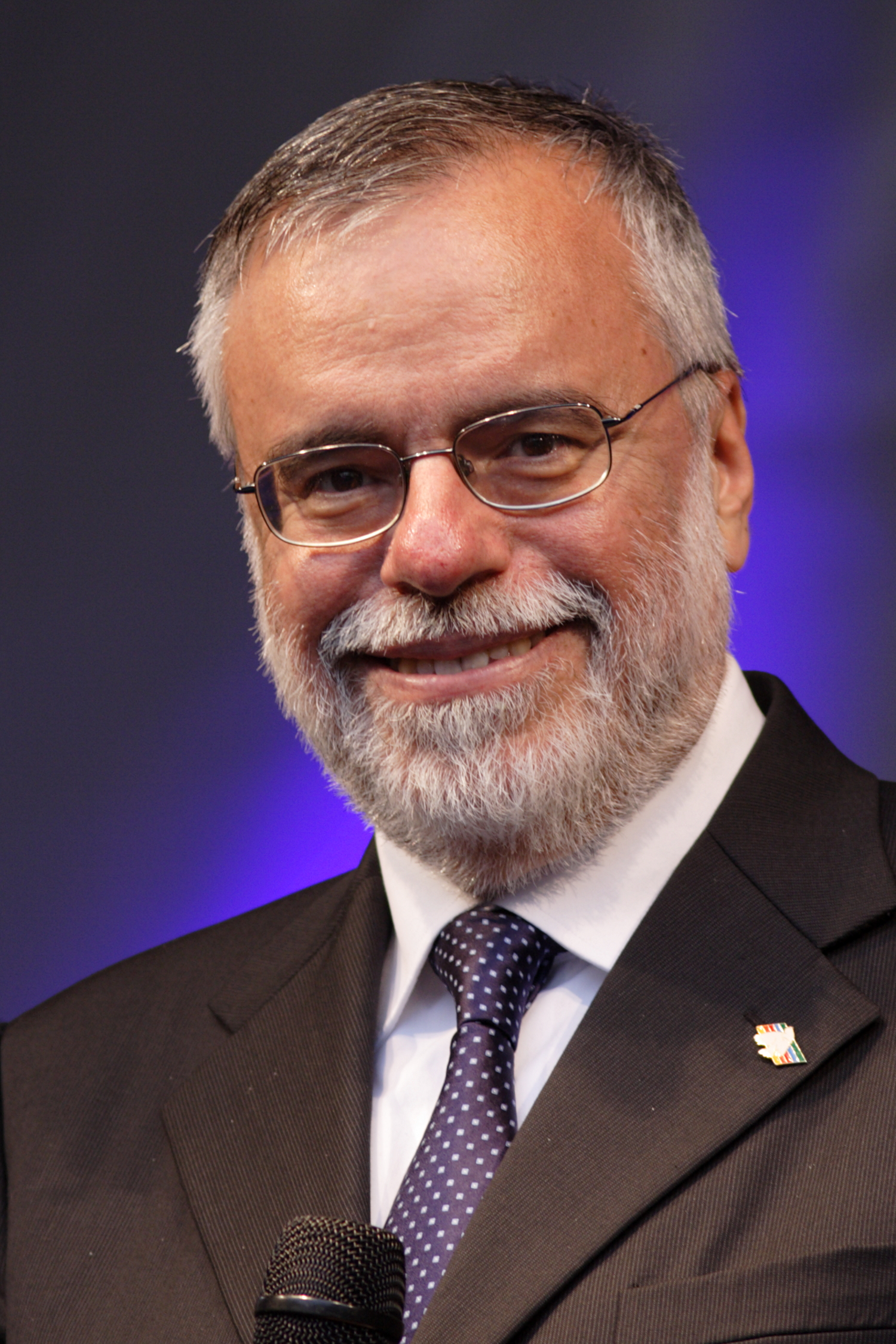
Andrea Riccardi (* 1950)

- Riccardi, Arturo (1878–1966), italienischer Admiral und Staatssekretär
- Riccardi, Davide (1833–1897), italienischer römisch-katholischer Geistlicher und Erzbischof von Turin
- Riccardi, Eleuterio (1884–1963), italienischer Bildhauer und Maler
- Riccardi, Eli (* 1998), deutsch-US-amerikanische Schauspielerin
- Riccardi, Francesca (1788–1845), italienische Opernsängerin (Sopran)
- Riccardi, Franco (1905–1968), italienischer Degenfechter und Olympiasieger
- Riccardi, Franco (* 1921), italienischer Opernsänger (Tenor)
- Riccardi, Gian Carlo (1933–2015), italienischer Künstler und Autor
- Riccardi, Giulio Cesare (1550–1602), Bischof von Bari und Nuntius von Savoyen
- Riccardi, Marino (* 1958), san-marinesischer Politiker
- Riccardi, Placidus (1844–1915), italienischer Mönch, Seliger
- Riccardo di Montecassino († 1262), italienischer Abt von Montecassino und Kardinal der Römischen Kirche
- Riccarelli, Ugo (1954–2013), italienischer Schriftsteller
- Riccati, Jacopo (1676–1754), italienischer Mathematiker
- Riccati, Vincenzo (1707–1775), italienischer Mathematiker und Physiker

### Ricce
- Riccelli, Lucia (* 1970), italienische Malerin und Performance-Künstlerin
- Ricceri, Alois (1901–1989), italienischer Salesianer Don Boscos, Generalobere der Kongregation (1965–1977)
- Ricceri, Luciano (1940–2020), italienischer Filmarchitekt und Kostümbildner

### Ricch
- Ricch, Roddy (* 1998), US-amerikanischer Rapper, Sänger und MusikproduzentRoddy Ricch (* 1998)

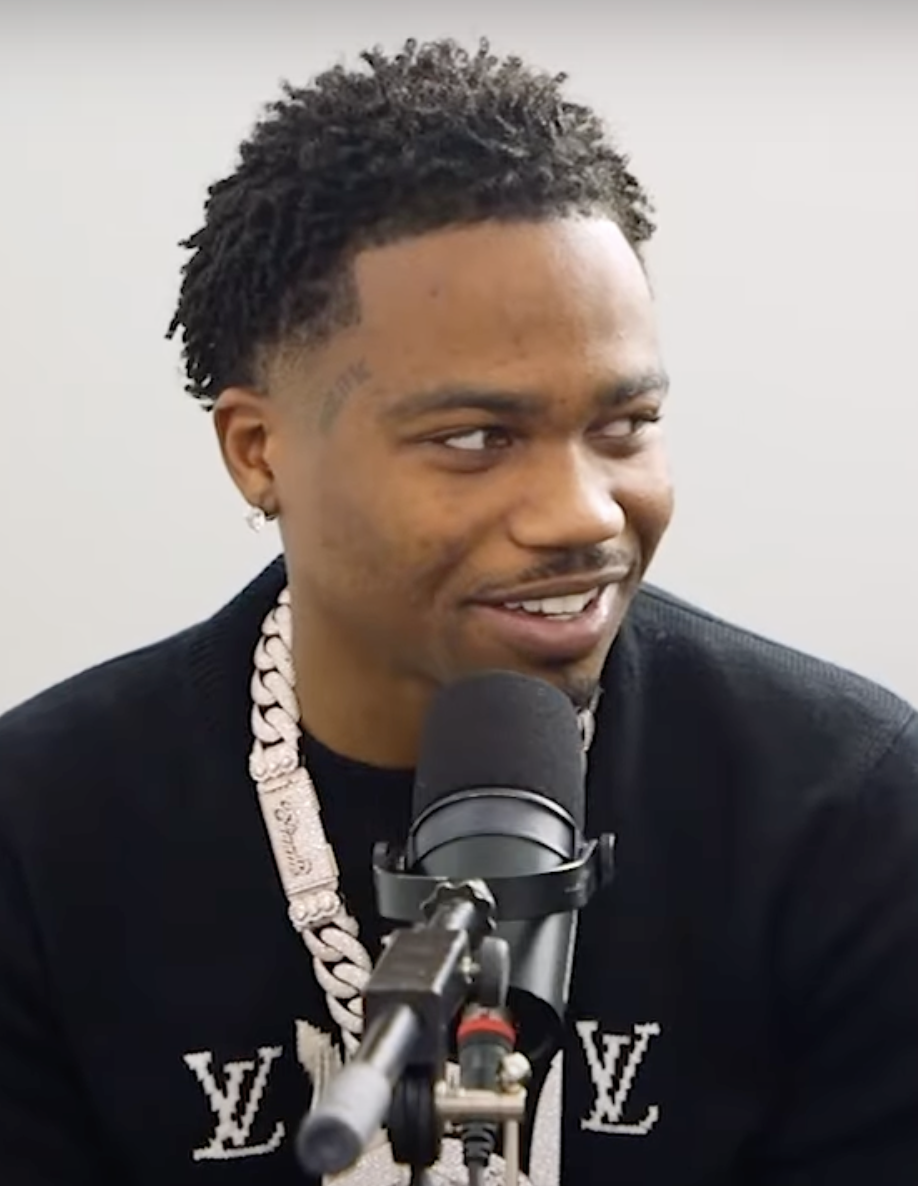
Roddy Ricch (* 1998)

- Ricchetti, Steve, amerikanischer politischer Berater
- Ricchi, Pietro (1606–1675), italienischer Maler des Manierismus
- Ricchino, Francesco, italienischer Maler der Renaissance
- Ricchiuti, Giovanni (* 1948), italienischer römisch-katholischer Erzbischof, emeritierter Bischof von Altamura-Gravina-Acquaviva delle Fonti

### Ricci
- Ricci Bitti, Davide (* 1984), italienischer Radrennfahrer
- Ricci Oddi, Giuseppe (1868–1937), italienischer Kunstsammler und Museumsgründer
- Ricci Paracciani, Francesco (1830–1894), italienischer Geistlicher, Kardinal der katholischen Kirche
- Ricci Petrocchini, Matteo (1826–1896), italienischer Politiker
- Ricci, Agostino, italienischer Astronom
- Ricci, Agostino (1832–1896), italienischer General
- Ricci, Alberto (1808–1876), italienischer Diplomat und Politiker, Senator
- Ricci, Alessandro (1749–1829), italienischer Maler des Spätbarocks
- Ricci, Amico (1794–1862), italienischer Kunsthistoriker
- Ricci, Barbara (* 1971), italienische Schauspielerin
- Ricci, Beatrice (* 2003), italienische Tennisspielerin
- Ricci, Caterina de’ (1522–1590), italienische Dominikanerin und Heilige
- Ricci, Christina (* 1980), US-amerikanische SchauspielerinChristina Ricci (* 1980)

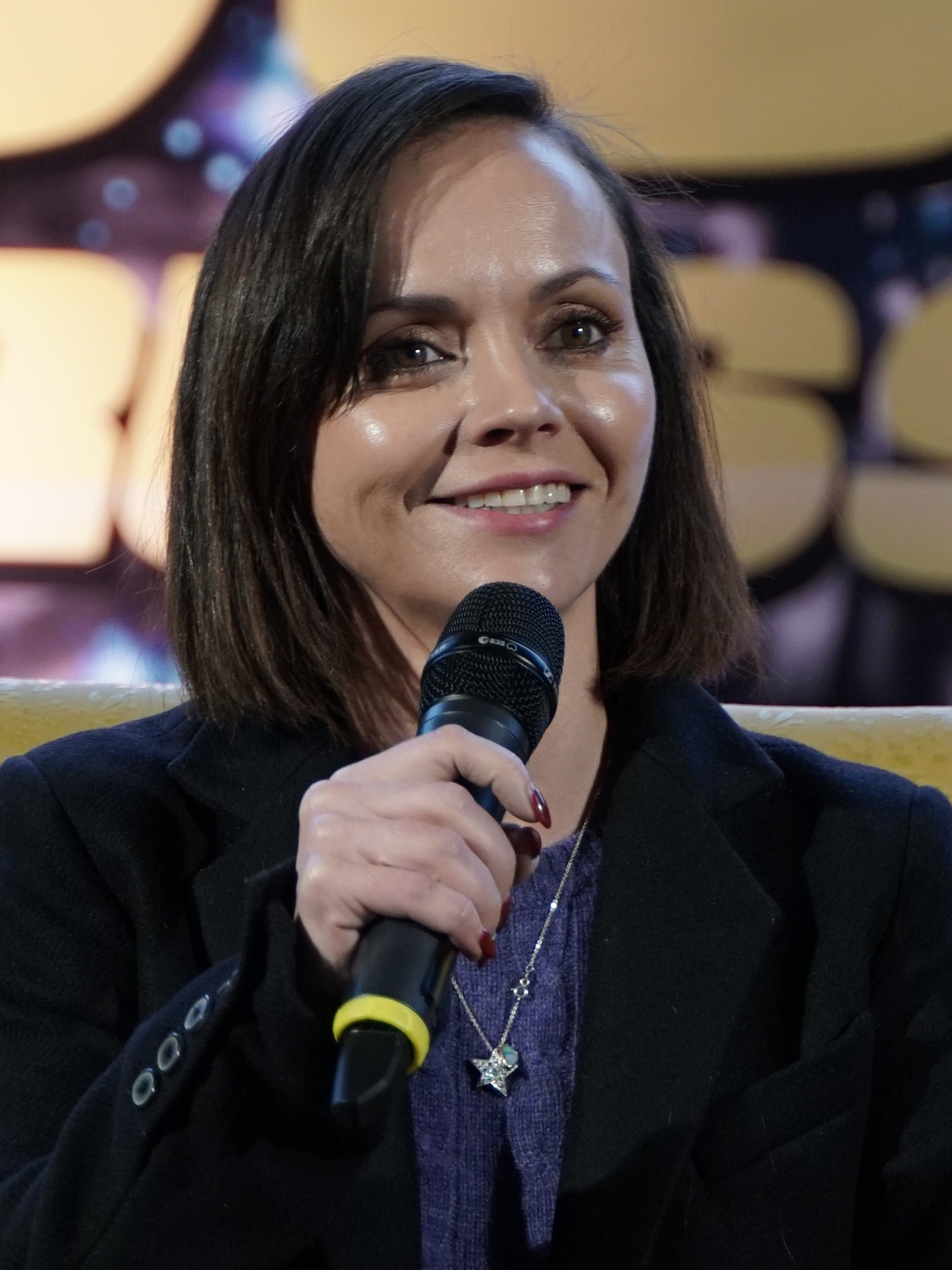
Christina Ricci (* 1980)

- Ricci, Corrado (1858–1934), italienischer Kunsthistoriker und Denkmalpfleger
- Ricci, Edoardo (1928–2008), römisch-katholischer Bischof von San Miniato, Italien
- Ricci, Elena Sofia (* 1962), italienische Theater- und Filmschauspielerin
- Ricci, Federico (1809–1877), italienischer Komponist
- Ricci, Filippo (1715–1793), italienischer Maler des Barock
- Ricci, Francesco Pasquale (1732–1817), italienischer Komponist
- Ricci, Franco Maria (1937–2020), italienischer Verleger
- Ricci, Giacomo (* 1985), italienischer Automobilrennfahrer
- Ricci, Giovanni (1498–1574), italienischer Kardinal der Römischen Kirche
- Ricci, Giovanni (1904–1973), italienischer Mathematiker
- Ricci, Giovanni Battista (1845–1929), italienischer Geistlicher, römisch-katholischer Erzbischof von Ancona und Numana
- Ricci, Italia (* 1986), kanadische Schauspielerin
- Ricci, Jason (* 1974), US-amerikanischer Harmonikaspieler und Sänger
- Ricci, Jean-Louis (1944–2001), französischer Autorennfahrer
- Ricci, Johannes Antonius (1745–1818), römisch-katholischer Weihbischof in Laibach
- Ricci, Juan Andrés (1600–1681), spanischer Benediktinermönch, Maler, Architekt und Verfasser von Abhandlungen
- Ricci, Leonardo (1918–1994), italienischer Architekt
- Ricci, Lorenzo (1703–1775), Generaloberer der Societas Jesu (Jesuitenorden)
- Ricci, Luciano (1928–1973), italienischer Filmregisseur und Drehbuchautor
- Ricci, Luigi (1805–1859), italienischer Komponist
- Ricci, Luigi (1823–1896), italienischer Maler, Bühnenbildner und Fotograf
- Ricci, Luigino (1852–1906), italienischer Musiker und Komponist
- Ricci, Marco (1676–1730), italienischer Barockmaler
- Ricci, Marco (* 2001), italienischer Sprinter
- Ricci, Maria Teresa (1912–1969), italienische Filmregisseurin und Drehbuchautorin
- Ricci, Mario (1914–2005), italienischer Radrennfahrer
- Ricci, Matteo (1552–1610), italienischer Jesuit und China-MissionarMatteo Ricci (1552–1610)

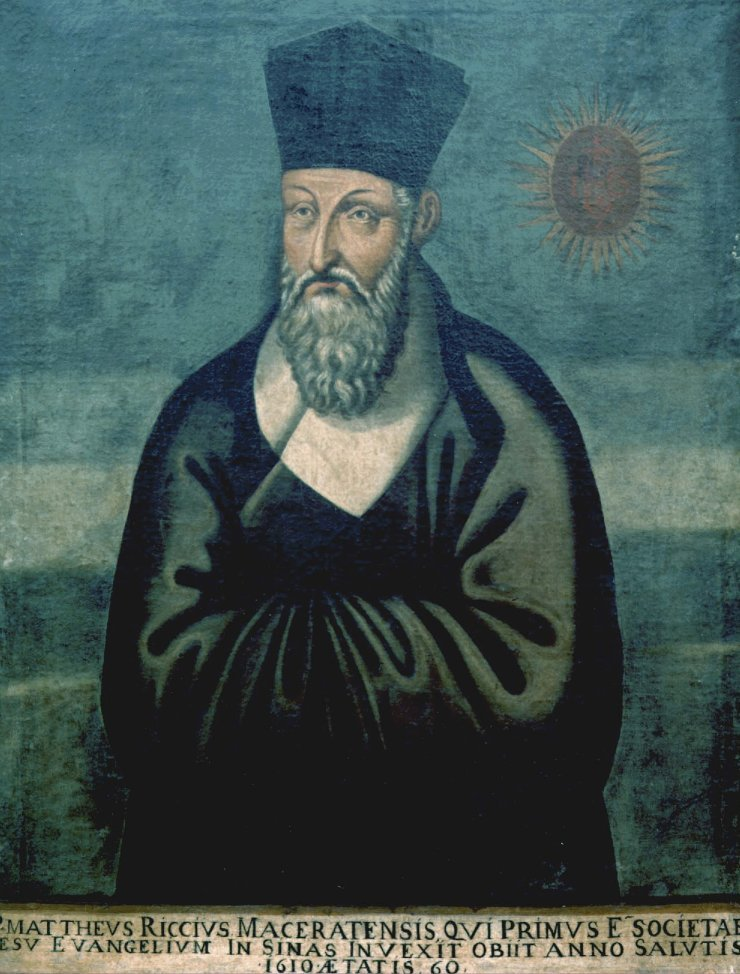
Matteo Ricci (1552–1610)

- Ricci, Michelangelo (1619–1682), italienischer Kardinal und Mathematiker
- Ricci, Mike (* 1971), kanadischer Eishockeyspieler, -trainer, -funktionär und -scout
- Ricci, Natale (1677–1754), italienischer Maler des Barock
- Ricci, Nicolò (* 1987), italienischer Jazzmusiker (Saxophon)
- Ricci, Nina (1883–1970), italienisch-französische Designerin und Unternehmensgründerin
- Ricci, Nino (* 1959), kanadischer Schriftsteller
- Ricci, Nora (1924–1976), italienische Schauspielerin
- Ricci, Ostilio (1540–1603), italienischer Mathematiker der Frühen Neuzeit
- Ricci, Paul (1914–2001), US-amerikanischer Jazzmusiker
- Ricci, Renzo (1899–1978), italienischer Schauspieler
- Ricci, Rudy (1940–2012), US-amerikanischer Filmregisseur, Schauspieler und Drehbuchautor
- Ricci, Ruggiero (1918–2012), US-amerikanischer Violinist
- Ricci, Samuele (* 2001), italienischer FußballspielerSamuele Ricci (* 2001)

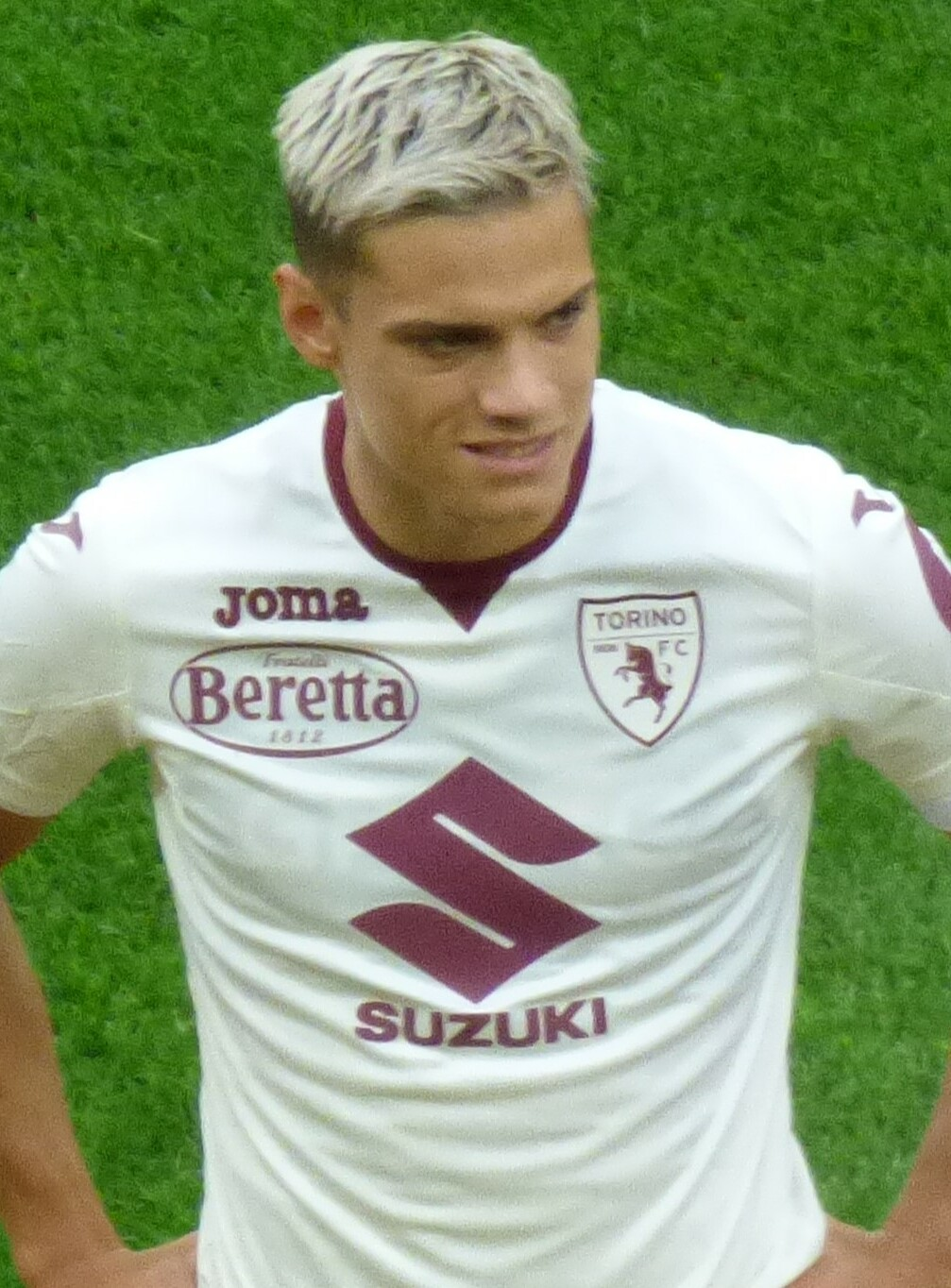
Samuele Ricci (* 2001)

- Ricci, Sandro (* 1974), brasilianischer Fußballschiedsrichter
- Ricci, Scipione de’ (1741–1810), italienischer katholischer Geistlicher, Bischof von Pistoia (1780–1791)
- Ricci, Sebastiano († 1734), italienischer Maler
- Ricci, Tonino (1927–2014), italienischer Filmregisseur und Drehbuchautor
- Ricci, Ubaldo (1669–1732), italienischer Maler des Hochbarock
- Ricci, Veronica (* 1988), US-amerikanische Schauspielerin und ehemalige Pornodarstellerin
- Ricci, Walter (* 1946), französischer Radrennfahrer
- Ricci-Curbastro, Gregorio (1853–1925), italienischer Mathematiker
- Ricciardi, Aluan (* 1987), französischer Snowboarder
- Ricciardi, Lorenzo (* 1930), italienischer Dokumentarfilmer und Autor
- Ricciardi, Mirella (* 1931), italienische Fotografin
- Ricciardi, Paolo (* 1968), italienischer Geistlicher, römisch-katholischer Bischof von Jesi
- Ricciardi, Walter (* 1959), italienischer Arzt und ehemaliger Schauspieler
- Ricciardi-von Platen, Alice (1910–2008), deutsch-italienische Ärztin und Psychoanalytikerin
- Ricciardo, Daniel (* 1989), australischer AutomobilrennfahrerDaniel Ricciardo (* 1989)

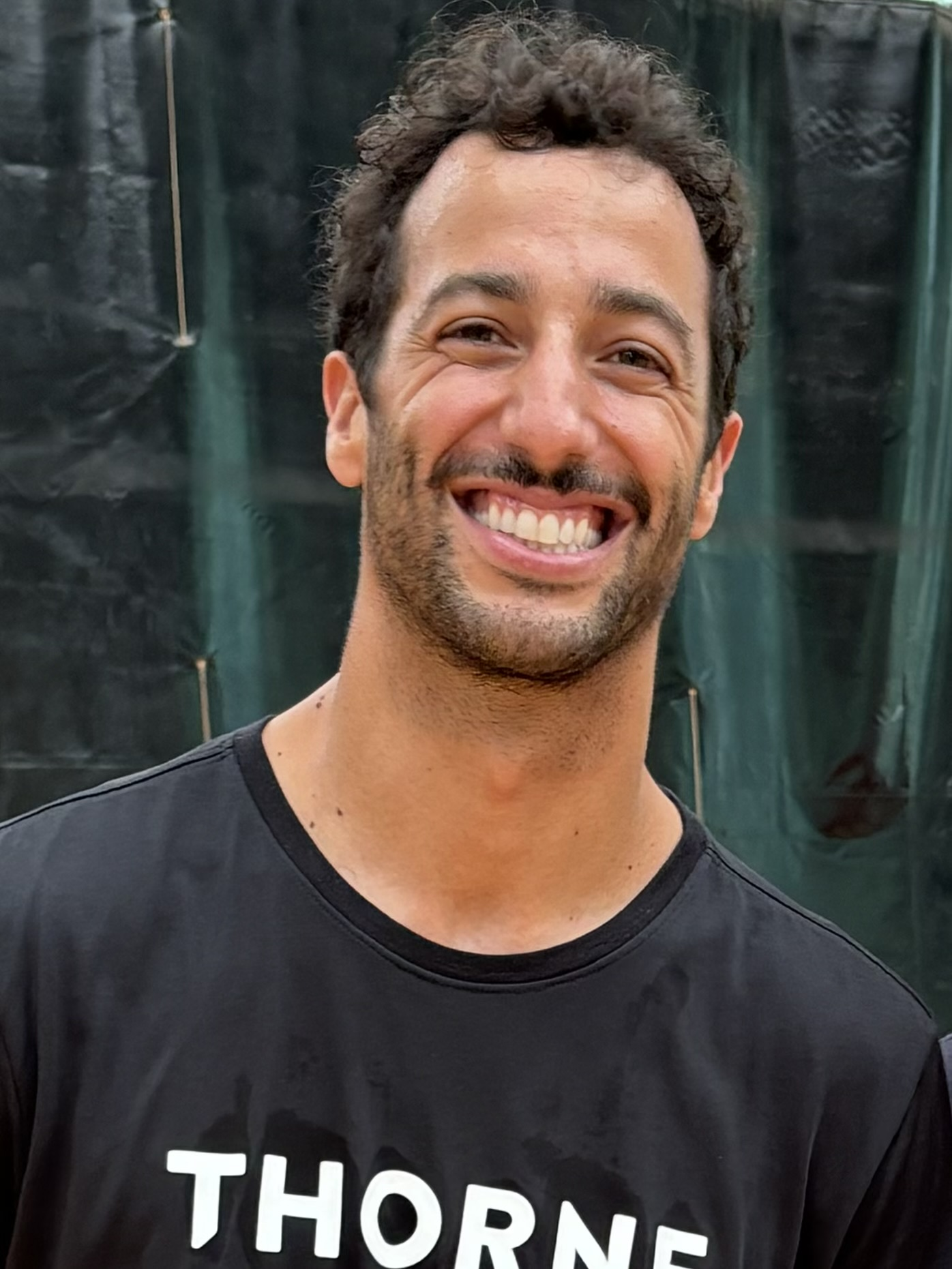
Daniel Ricciardo (* 1989)

- Ricciardone, Francis (* 1951), US-amerikanischer Diplomat
- Ricciarelli, Giulio (* 1965), italienischer Schauspieler und Filmproduzent
- Ricciarelli, Katia (* 1946), italienische Opernsängerin (Sopran)
- Riccio da Montechiaro, italienischer Condottiere
- Riccio, Bernardo (* 1985), italienischer Radrennfahrer
- Riccio, Eros (* 1977), italienischer Fernschachspieler
- Riccio, Giovanni Battista († 1621), italienischer Komponist des Frühbarock
- Riccio, Luigi (* 1977), italienischer Fußballtrainer
- Riccio, Mariano (1510–1593), italienischer Maler
- Riccio, Teodoro, italienischer Komponist und Kapellmeister
- Riccioli, Giovanni (1598–1671), italienischer Theologe, Astronom und PhilosophGiovanni Riccioli (1598–1671)

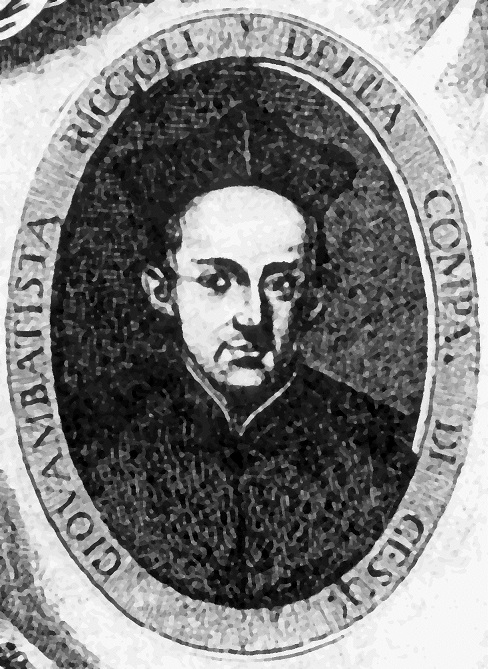
Giovanni Riccioli (1598–1671)

- Ricciotti, Carlo (* 1675), italienischer Komponist
- Ricciotti, Rudy (* 1952), französischer Architekt
- Riccitelli, Luca (* 1971), italienischer Autorennfahrer
- Riccitelli, Vinnie (1926–2025), US-amerikanischer Jazzmusiker (Saxophon, Piano, Arrangement)
- Riccitello, Matthew (* 2002), US-amerikanischer Radrennfahrer
- Riccitiello, John (* 1958), US-amerikanischer Manager
- Ricciuli, Danilson (* 1982), guinea-bissauischer Sprinter und Mittelstreckenläufer
- Riccius, Adam (1605–1662), deutscher Rechtswissenschaftler
- Riccius, August Ferdinand (1819–1886), deutscher Dirigent und Komponist
- Riccius, Carl August (1830–1893), deutscher Musikdirektor und Komponist
- Riccius, Christian Gottlieb (1697–1784), deutscher Rechtswissenschaftler
- Riccius, Christopherus (1590–1643), deutscher Jurist, Stadtsyndikus von Danzig
- Riccius, Stephan (1512–1588), evangelischer Theologe der Reformationszeit
- Ricciuto, Blake (* 1992), australischer Fußballspieler

### Ricco
- Ricco (1915–1972), Schweizer Maler
- Riccò, Annibale (1844–1919), italienischer Astronom
- Riccò, Riccardo (* 1983), italienischer RadrennfahrerRiccardo Riccò (* 1983)

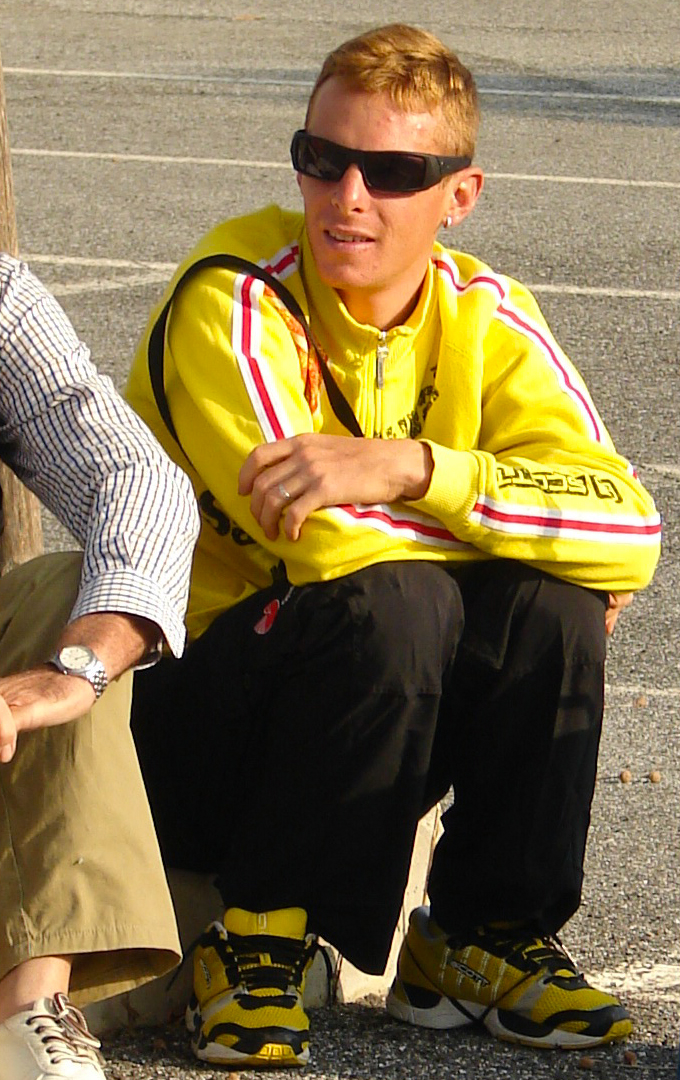
Riccardo Riccò (* 1983)

- Riccobaldo von Ferrara, italienischer Historiker und Geograph
- Riccobelli, Guido (* 1987), argentinisch-italienischer Handballspieler
- Riccobon, Enrico (* 1995), italienischer Mittelstreckenläufer
- Riccoboni, Antonio (1541–1599), italienischer Humanist
- Riccoboni, Antonio Francesco (1707–1772), italienisch-französischer Schauspieler, Dramatiker und Schauspieltheoretiker
- Riccoboni, Luigi (* 1676), italienischer Schauspieler und Theaterleiter
- Riccoboni, Marie-Jeanne (1713–1792), französische Schauspielerin und Romanschriftstellerin
- Riccobono, Rosario (1929–1982), italienischer Mafioso
- Riccobono, Salvatore (1864–1958), italienischer Rechtshistoriker
- Riccomi, Walter (* 1950), italienischer Radrennfahrer

### Riccu
- Riccus, antiker römischer Toreut